# حماد باشا الصوفي
حماد بن محمد بن حمدان الصوفي (1793 - 1923) هو شيخ قبيلة الترابين اعتمدته الدولة العثمانية أميراً على جنوب فلسطين على السبع وغزة وسيناء بأمر من السلطان العثماني عبد الحميد وهو ايضاً قائد الفرقة السابعة 

## حماد الصوفي الترباني العطوي
ولد حماد الصوفي الترباني السبعاوي في بئر السبع سنة 1793م، من اسرة الصوفي امراء قبيلة الترابين، له كان له من الأبناء أحمد ومحمود ومحمد، لما بلغ حماد باشا الصوفي العشرين السنة تولى مشيخة قبيلة الترباني، عمل على توحيد قبائل البدو تحت امرته وإنشاء امارة بدوية تمتد من سيناء إلى بئر السبع وغزة، حارب الإنجليز في سن 93, وأبيه محمد بن حمدان الصوفي يعتبر أول والي من الترابين كان مرقب من الدولة العثمانية.

## تأسيس أول كيان أداري في بئر السبع 1900
قام حمادالصوفي بتأسيس أول كيان أداري في بئر السبع سنة 1900 وكانت تحت رئاسته وكان أعضاء المجلس من قبائل العزازمة والحناجره والتياها والجبارات، قام الشيخ الصوفي بشراء 2000 دونم من اراضي قبيلة العزازمه في بئر السبع بقصد توزيعها على البدو بغرض التوطين. وكان يمنح كل شخص دونما مجانيا شريطة اقامة مسكن عليها وقام ببناء مسجد بئر السبع الكبير ومدرسة بئر السبع ودار القضاء وسراي ومبنى البلدية إضافة إلى قيامة حفر آبار ماء تجميع الماء لسقي الناس واغنامهم وشق الطرق والشوارع الرئيسية للمدينه.

## معارك مع الجيش الإنجليزي
كان حماد باشا الصوفي قائد الحملة التي ذهبت إلى قناة السويس لضرب الجيش الإنجليزي وكان قوام تلك القوات 1500 مقاتل من البدو المسلحين وقد قسم القوات إلى اربع فرق:
- الفرقة الأولى من قبيلة التياها
- الفرقة الثانية من قبيلة الترابين
- الفرقة الثالثة من قبيلة العزازمة
- الفرقة الرابعة من قبيلة الجبارات

اجتمعت قوات البدو في مدينة خانيونس وهناك اجتمعوا وخططوا لهجماتهم بقيادة باشا الصوفي شيخ الترابين ساروا حتى وصل العريش وفي منطقة قطية في 15/ تشرين الثاني عام 1914 هاجم مسلحي البدو كتيبتين من الجيش الانجليزى بقيادة حماد باشا الصوفي وتم قتل افراد كتيبة الأولى بالكامل اما الكتيبة الثانية فتم اسر عناصرها جميعاً وكانوا من السودانين وارتفعت معنويات مسلحي البدو بعد الانتصار في المعركة الأولى على الإنجليز وعبر مسلحي البدو إلى محافظة الشرقية ومن ثم اصتدموا بالإنجليز مرة أخرى في الشرقية فتفوقت القوات الإنجليزية لوجود المدفعية، فارسل الصوفي في طلب المدد من الاتراك لكن الاتراك رفضوا مدهم بأسلحة خشية من ان يهزموا الإنجليز ثم يحاربوهم فاضطر الصوفي ومن معه إلى الانسحاب والعبور إلى سيناء، وقد قصفت المدفعية الإنجليزية مدينه العريش عام 1914 انتقاماً لمقتل الجنود الإنجليز. 

واثناء تواجد الصوفي في سيناء ارسل السلطان إلى شيوخ الترابين الشيخ فاعور الوحيدى والشيخ صقر أبو ستة فبعث لهم واستدعاهم إلى تركيا عند قدومهم قام السلطان باعتقالهم واعدامهم.

## وفاته
توفي حماد باشا الصوفي عن عمر 130 سنة عام 1923م في مدينة بئر السبع وقد تنازل عن المشيخة لجدوع الصوفي قبل وفاته بسنوات.

## وثائق عثمانية
توجد وثيقة بخط السلطان عبد الحميد بتأمير قبيلة الترابين على جنوب فلسطين:
الوثيقة 1
الوثيقة 2
تتحدث الوثيقة الأولى: عن تعين الصوفي اميراً على جنوب فلسطين على غزه وبئر السبع وسيناء وعلى كل ماهو عربي ومسلم وبدوي.
تتحدث الوثيقة الثانية: ان السلطان عبد الحميد يشكر جهود حماد باشا الصوفي في مقاتلته الإنكليز ويثمن جهود على ذلك، وكذلك يشكره على حسن تمثيله للقبائل العربية والبدوية في فلسطين ويهديه الاراضى والاملاك التالية في وادي سدر والخلصة ووادي السبع وجميع الهداية 30 الف دونم ويتمنى السلطان ان يبقى حماد خزينة للمسلمين.